# オーストラリアン・デザイン・グループ
オーストラリアン・デザイン・グループ（Australian Design Group） は主にボード・ウォーゲームを出版するオーストラリアのゲーム会社である。

## 概要
1982年にオーストラリアのキャンベラで設立された。もともと、Harry Rowland が13歳の時、デザインした「Empires in Arms」というボード・ウォーゲームを製品化することが設立目的であった。実際、1983年に発売され、1984年にはオリジン賞の年間最優秀ゲーム賞にノミネートされた。その後、1985年にはアバロンヒルからライセンス販売された。
1985年には「World in Flames」を発売した。このゲームは1939～1945年までの第二次世界大戦全体を再現するもので、1985年のオリジン賞の年間最優秀20世紀ゲーム賞に輝いている。その後もルールやマップの変更で版を重ね、第6版が最終版となっている。それと並行して「America in Flames」、「Days of Decision」、「Patton in Flames」などの拡張キットも発売している。
その他にも、カードを併用するボードゲーム「7 ages」やコンピュータゲーム版の「Empire in arms」
も手がけている。